# Love, Pain & the Whole Crazy Thing
Love, Pain & the Whole Crazy Thing — пятый сольный альбом австралийского исполнителя кантри-музыки Кита Урбана, выпущенный 7 ноября 2006 года. Четвёртый альбом, записанный вместе с продюсером и музыкантом Данном Хаффом, выпущенный в Соединенных Штатах и пятый — в компании Capitol Records. Включает в себя четыре сингла: «Once in a Lifetime», «Stupid Boy», «I Told You So» и «Everybody», которые были в «Лучшей десятке хитов» хит-парада журнала Billboard. Это первый альбом Кита Урбана, не имеющий песен, достигших первого места. Альбом получал Платиновый сертификат дважды: от компании RIAA и от CRIA.
2 сентября 2006 года в чарте Hot Country Songs журнала Billboard песня «Once in a Lifetime» дебютировала 17 раз, что сделало её самой лучшей кантри-песней за всю 62-летнюю историю журнала Billboard в кантри-музыке в то время. Позже, в 2007 году, это место в чарте занял Kenny Chesney с песней «Don’t Blink» (которая дебютировала на 16 месте в этом же чарте), а затем и Garth Brooks с песней «More Than a Memory» (который дебютировал на 1 месте). «Once in a Lifetime» была на пике в чартах кантри 6 раз. Другие синглы вышедшие из этого альбома в порядке выпуска: «Stupid Boy» (3 раза), «I Told You So» (2 раза), и «Everybody» (5 раз), вошедшие в его первый Американский альбом в карьере Кита не получились хитами № 1. «Raise the Barn», спетая дуэтом с Ronnie Dunn и «Brooks & Dunn», была написана в честь урагана Катрина.
Песня «I Can’t Stop Loving You» является кавер-версией песни Фила Коллинза.

## Список композиций альбома выпущенного в Северной Америке
| №   | Название | Автор(ы)                                      | Длительность |
| --- | --- | --------------------------------------------- | ------------ |
| 1.  | «Once in a Lifetime» | John Shanks, Keith Urban                      | 5:54         |
| 2.  | «Shine» | Monty Powell, Keith Urban                     | 5:17         |
| 3.  | «I Told You So» | Keith Urban                                   | 4:27         |
| 4.  | «I Can’t Stop Loving You»                                                                                               | Billy Nicholls                                | 4:44         |
| 5.  | «Won’t Let You Down» | Keith Urban                                   | 3:20         |
| 6.  | «Faster Car» | Keith Urban                                   | 4:27         |
| 7.  | «Stupid Boy» | Sarah Buxton, Deanna Bryant, Dave Berg        | 6:12         |
| 8.  | «Used to the Pain» | Darrell Brown, Keith Urban                    | 3:51         |
| 9.  | «Raise the Barn» (дуэт с Ronnie Dunn)                                                                                   | Monty Powell, Keith Urban                     | 5:12         |
| 10. | «Tu Compañía» (feat. Vanessa Millon и Sarah Buxton)                                                                     | Monty Powell, Keith Urban                     | 4:11         |
| 11. | «God Made Woman» (хор: Metro Voices, сопрано: The Choristers of Reigate St. Mary’s: The Choristers of Reigate St. Mary) | Hillary Lindsey, Gordie Sampson, Steve McEwan | 4:51         |
| 12. | «Everybody» | Richard Marx, Keith Urban                     | 5:33         |
| 13. | «Got It Right This Time»                                                                                                | Keith Urban                                   | 3:36         |
| 14. | «Slow Turning» (бонус-трек, который имеется на iTunes)                                                                  | Keith Urban                                   | 5:28         |

- В издании, выпущенном в Японии, пропущена композиция «Raise The Barn», но добавлена «Gotta Let It Go» как трек № 13.

## Список композиций альбома, выпущенного не для США
| №   | Название | Автор(ы)                                      | Длительность |
| --- | --- | --------------------------------------------- | ------------ |
| 1.  | «Once in a Lifetime» | John Shanks, Keith Urban                      | 5:54         |
| 2.  | «Shine» | Monty Powell, Keith Urban                     | 5:17         |
| 3.  | «I Told You So» | Keith Urban                                   | 4:27         |
| 4.  | «I Can’t Stop Loving You»                                                                                               | Billy Nicholls                                | 4:44         |
| 5.  | «Won’t Let You Down» | Keith Urban                                   | 3:20         |
| 6.  | «Faster Car» | Keith Urban                                   | 4:27         |
| 7.  | «Stupid Boy» | Sarah Buxton, Deanna Bryant, Dave Berg        | 6:12         |
| 8.  | «Used to the Pain» | Darrell Brown, Keith Urban                    | 3:51         |
| 9.  | «Tu Compañía» (feat. Vanessa Millon и Sarah Buxton)                                                                     | Monty Powell, Keith Urban                     | 4:11         |
| 10. | «God Made Woman» (хор: Metro Voices, сопрано: The Choristers of Reigate St. Mary’s: The Choristers of Reigate St. Mary) | Hillary Lindsey, Gordie Sampson, Steve McEwan | 4:51         |
| 11. | «Everybody» | Richard Marx, Keith Urban                     | 5:33         |
| 12. | «Got It Right This Time»                                                                                                | Keith Urban                                   | 3:36         |

## Участники записи
Как указано в комментариях.
- Beth Beeson — Валторна
- Tom Bukovac — Электрогитара
- Larry Corbett — Виолончель
- Eric Darken — Ударные музыкальные инструменты
- Mark Douthit — Саксофон
- Dan Dugmore — педальная слайд-гитара
- Jerry Flowers — Бэк-вокал
- Barry Green — Тромбон
- Mike Haynes — Труба
- Erin Horner — Валторна
- Dann Huff — Электрогитара, акустическая гитара, ударные музыкальные инструменты
- Chris McHugh — Ударная установка, ударные музыкальные инструменты
- Rani Jaffee — Орган Хаммонда
- Tim Lauer — Синтезатор, аккордеон, фисгармония, орган, фортепиано
- Doug Moffatt — Баритон-саксофон
- Monty Powell — Бас-гитара
- Eric Rigler — Вистл, ирландская волынка
- Jimmie Lee Sloas — Бас-гитара
- David Stone — Контрабас
- Russell Terrell — Бэк-вокал
- Keith Urban — Фронтмен, бэк-вокал, электрогитара, акустическая гитара, банджо, EBow, слайд-гитара, фортепиано, мандолина, бузуки, ударные музыкальные инструменты, клавиши, драм-машина, бас-гитара
- Joy Worland — Валторна
- Jonathan Yudkin — Скрипка

Все струнные партии исполнены коллективом «Nashville String Machine».

## Сертификаты
| Страна | Сертификат           | Продажи         |
| ------ | -------------------- | --------------- |
| США    | 2 х мультиплатиновый | 2000000 и более |
| Канада | Платиновый           | 100000 и более  |